# Suối Yên Trình
Phụ lưu số 10 (Suối Yên Trình) là một con sông đổ ra Sông Bùi. Sông có chiều dài 10 km và diện tích lưu vực là 23 km². Phụ lưu số 10 (Suối Yên Trình) chảy qua các tỉnh Hà Nội, Hoà Bình.